# Strembo
Strembo és un municipi italià, dins de la província de Trento. L'any 2007 tenia 513 habitants. Limita amb els municipis de Bocenago, Caderzone, Daone, Giustino, Massimeno, Spiazzo i Vermiglio.

## Administració
| Període | Identitat       | Partit        |
| ------- | --------------- | ------------- |
| 2005-   | Alfonso Fantoma | Llista cívica |